# Darmstadt Main-Neckar-Bahnhof

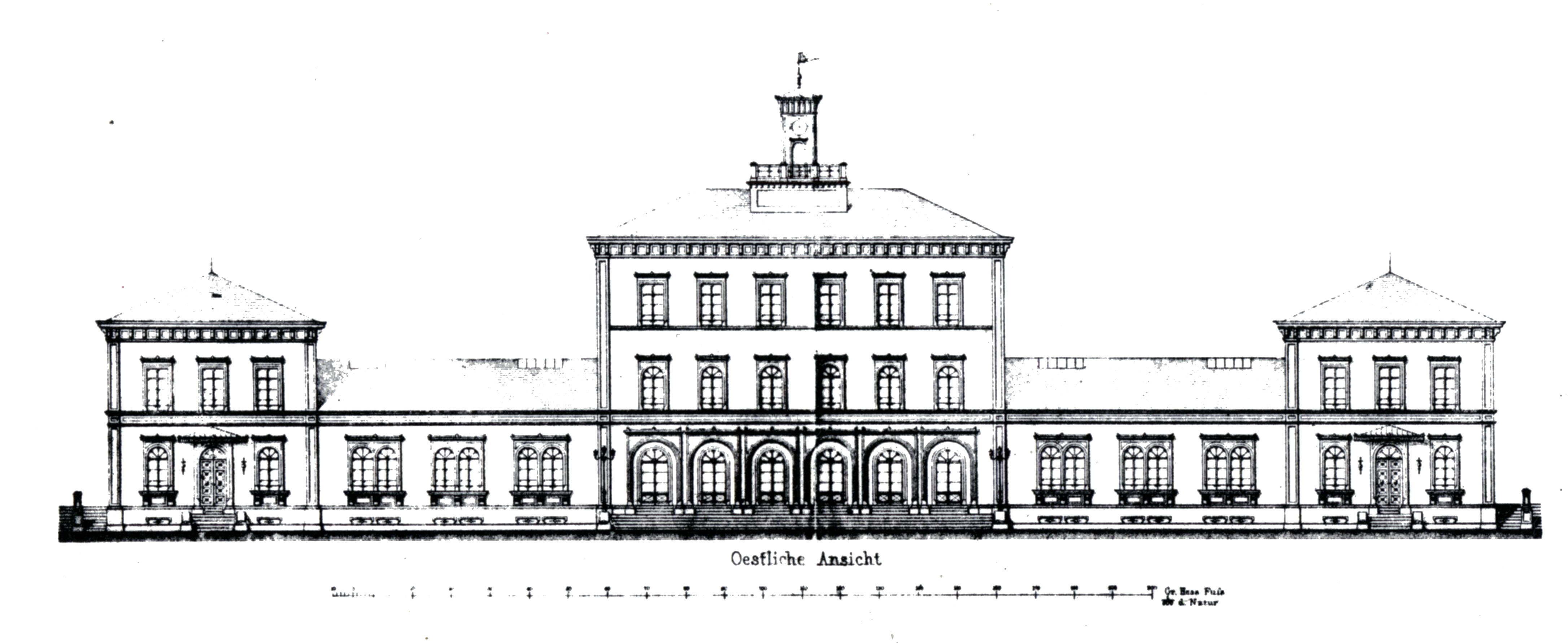
Straßenseite des Empfangsgebäudes

Der Bahnhof 1846: Links das Bahnbetriebswerk, rechts das Empfangsgebäude

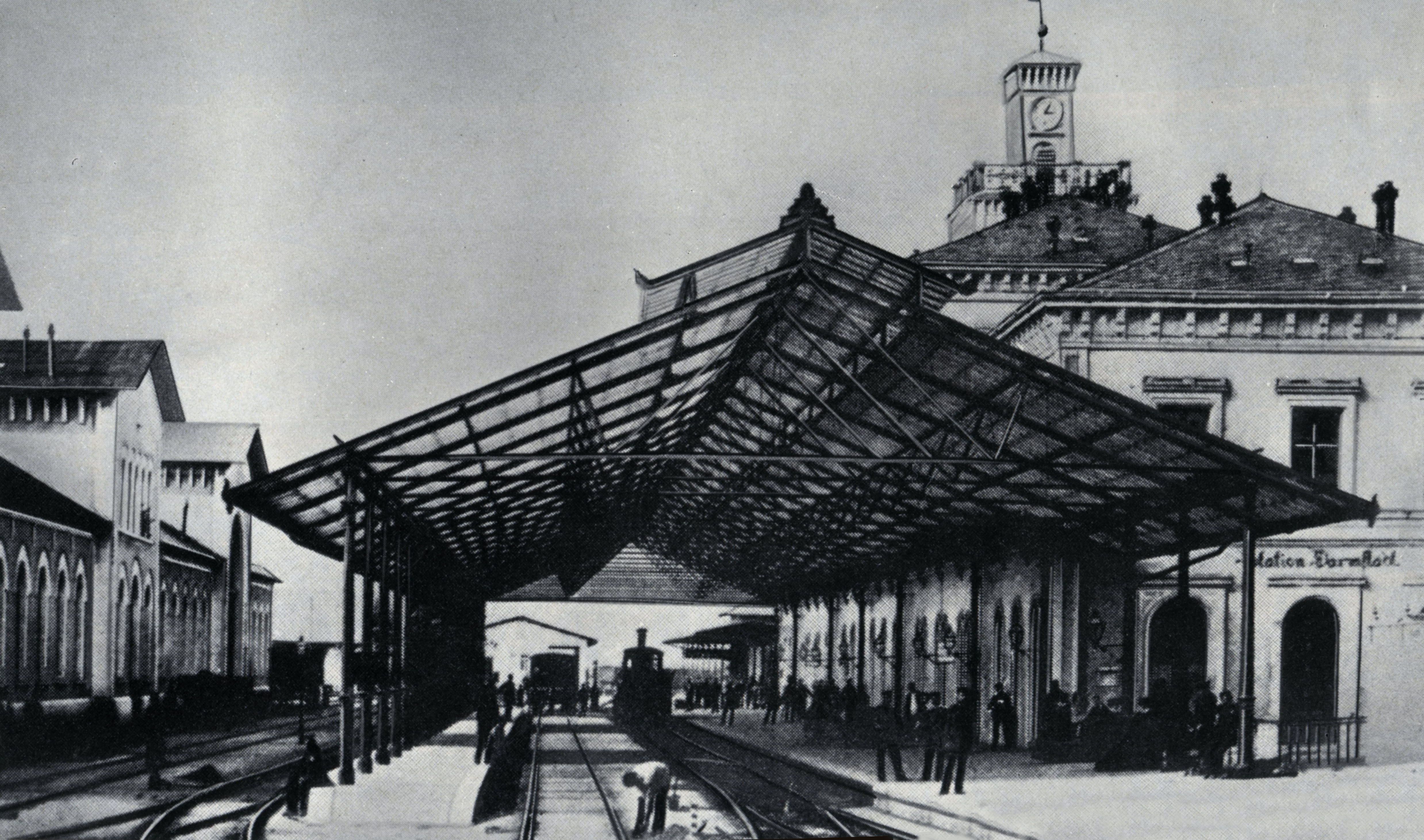
Bahnsteighalle, vor 1877

Bis 1875 nutzte die Hessische Ludwigsbahn diese Gleise im Bahnhof der Main-Neckar-Bahn, hier mit Personal der HLB 1867

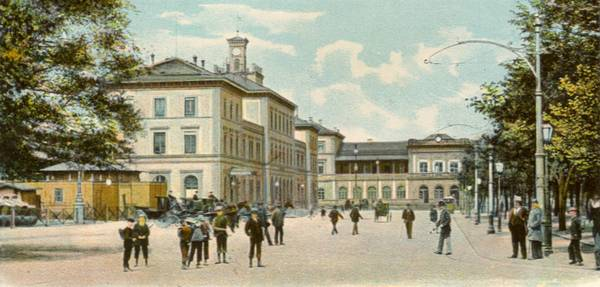
Links im Vordergrund der Main-Neckar-Bahnhof, im Hintergrund der Ludwigsbahnhof (vor 1900)

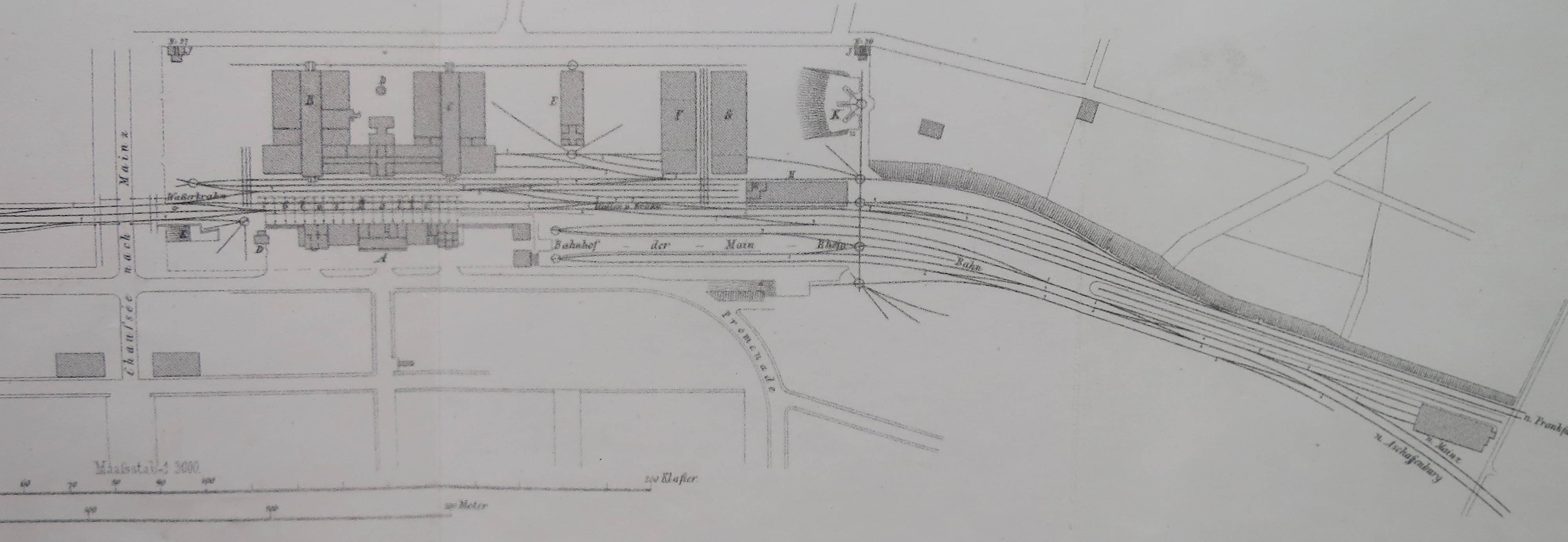
Gleisplan 1870. Unten die vier Gleise, die von der Hessischen Ludwigsbahn für die Rhein-Main-Bahn genutzt wurden.

Der Main-Neckar-Bahnhof in Darmstadt wurde 1846 fertiggestellt und diente der Bahnstrecke Frankfurt am Main–Heidelberg, der „Main-Neckar-Bahn“. 1912 wurde er durch den Hauptbahnhof Darmstadt ersetzt, der den angewachsenen Verkehr übernahm.

## Topografie
Der Main-Neckar-Bahnhof befand sich westlich des Ludwigsbahnhofs der Hessischen Ludwigsbahn an der Westseite des heutigen Steubenplatzes. Der Main-Neckar-Bahnhof war ein Durchgangsbahnhof, der Ludwigsbahnhof an der Nordseite des heutigen Steubenplatzes dagegen ein Kopfbahnhof. Die Fronten der Empfangsgebäude lagen so rechtwinklig zueinander.

## Entwicklung
Bauherrin war die Main-Neckar-Eisenbahn-Gesellschaft. Der Main-Neckar-Bahnhof war ihr größter Bahnhof mit dem prächtigsten Empfangsgebäude, einem kostspieligen Hochbau. Architekt war Friedrich Lichthammer, der ab 1857 den Vorsitz im Direktorium der Main-Neckar-Eisenbahn-Gesellschaft führte. Hier waren auch die Verwaltung der Main-Neckar-Bahn und die zentralen Werkstätten untergebracht. Der Bahnhof hatte zudem zwei Wagenhallen und eine „Konvoihalle“, in der Züge geschützt zusammengestellt werden konnten. Der Bahnhof ging am 22. Juni 1846 in Betrieb und wurde in den folgenden Jahren ständig erweitert: 1861 wurde die ursprünglich aus Eisen konstruierte und mit Zinkblech gedeckte Bahnsteigüberdachung durch eine glasgedeckte Bahnsteighalle ersetzt. 1871 wurde die Station nach Westen erweitert, 1873 ein Beamtenwohnhaus, 1875 ein neuer Lokomotivschuppen erbaut und 1877 über den Wartesälen und den Pavillons des Empfangsgebäudes ein Stockwerk aufgestockt. 1882 wurde der Bahnhof mit einem Zentralstellwerk ausgestattet. 1885 erhielt der Bahnhof – einschließlich der Direktions-Büros und der Werkstätten – elektrische Beleuchtung, die Schuckert & Co. aus Nürnberg einbaute. Der Güterbahnhof wurde 1890 stark erweitert. Am 17. Mai 1891 wurde ein Fußgängertunnel unter den Bahnanlagen eröffnet.
Zum 1. Oktober 1902 wurde die MNB aufgelöst, ihr in Hessen liegender Teil fiel an die Preußisch-Hessische Eisenbahngemeinschaft und die Eisenbahndirektion Mainz, zu der nach der Verstaatlichung zum 1. April 1897 bereits die ehemalige Hessische Ludwigsbahn und damit auch der unmittelbar neben dem Main-Neckar-Bahnhof liegende Ludwigsbahnhof gehörte. Die Direktion in Mainz fasste nun beide Bahnhöfe zu Darmstadt Hauptbahnhof zusammen. Um Verwechslungen bei den Reisenden zu vermeiden, behielten die beiden Bahnhofsteile aber getrennte Bezeichnungen: Hessischer Ludwigsbahnhof und Main-Neckarbahnhof.

## Stilllegung und Nachnutzung
Anfang des 20. Jahrhunderts konnten sowohl der Main-Neckar-Bahnhof als auch der Ludwigsbahnhof dem wachsenden Verkehr nicht mehr gerecht werden. Auch lagen sie zu nah am Stadtkern, um erweitert werden zu können. Deshalb wurden sie 1912 durch den neuen, 800 Meter weiter westlich gelegenen Hauptbahnhof Darmstadt ersetzt. Für den Güterverkehr wurde der Bahnhof am 27. April 1912, geschlossen. Am 1. Mai 1912 wurde auch der größte Teil des Personenverkehrs auf den neuen Hauptbahnhof verlegt. Ausgenommen war zunächst noch der Verkehr der Odenwaldbahn einschließlich des Verkehrs nach Groß-Zimmern, weil einige Bauarbeiten im Zusammenhang mit dem neuen Hauptbahnhof nicht rechtzeitig abgeschlossen werden konnten. Erst ab dem 15. Mai 1912 wurden auch diese Verbindungen in den neuen Hauptbahnhof eingeführt und der alte Bahnhof geschlossen. Die Stützen der Bahnsteighalle wurden nach 1912 für eine Bahnsteigüberdachung des Bahnhofs Langen erneut verwendet, wo sie heute noch erhalten sind. Es sind Kulturdenkmäler nach dem Hessischen Denkmalschutzgesetz. Während der Zeit des Nationalsozialismus wurde das alte Empfangsgebäude der Main-Neckar-Bahn in Jakob-Sprenger-Haus umbenannt. Nach den Beschädigungen durch Luftangriffe im Zweiten Weltkrieg wurde das Gebäude 1947 bis 1948 noch von der Jüdischen Berufsfachschule Masada genutzt, 1955 aber abgerissen.